# Cultivo de ouro
Cultivo de ouro (do termo em inglês:  Gold farming) é o ato de jogar um jogo multijogador massivo online com a finalidade de adquirir moeda fictícia do jogo que outros jogadores compram em troca de dinheiro do mundo real. Pessoas na China e em outras nações em desenvolvimento têm mantido emprego em tempo integral como agricultores de ouro.
Embora a maioria dos administradores de jogos on-line explicitamente proíbem a prática de vender a moeda corrente do jogo por dinheiro real, o cultivo de outro é lucrativo pois tira vantagem da desigualdade econômica e do grande tempo necessário para ganhar dinheiro fictício. Jogadores de países desenvolvidos, desejando poupar muitas horas de jogo, podem estar dispostos a pagar substanciais quantias para os "agricultores de ouro" dos países em desenvolvimento.